# Odpoutaný Prométheus
Odpoutaný Prométheus (1820, Prometheus Unbound) je dramatická báseň o čtyřech jednáních anglického romantického básníka Percyho Bysshe Shelleyho, která je považovaná za jeho vrcholné dílo. Jde o filozofické drama, jehož tématem je obecně pojaté osvobození lidské myšlenky. Je napsáno blankversem a množstvím složitých metrických a strofických útvarů.
Drama vzniklo jako obměna antické báje o Titánovi Prométheovi, který vzdoruje vládci bohů a tyranovi Jupiterovi. Shelley jej vytvořil jako tzv. knižní drama (anglicky closet drama), tj. jako divadelní hru, která není určena pro uvedení na jevišti a necílí tedy na diváky ale na čtenáře.

## Vznik dramatu
Shelley začal psát svou hru v září roku 1818 během svého pobytu v Itálii, ale práce na hře i na jejím vydání se pozdržely smrtí jeho syna Williama a malé dcery Clary Eveliny. První tři dějství byla dokončena v dubnu 1819, dodatečné čtvrté dějství bylo dopsáno koncem prosince tohoto roku. Drama pak vyšlo v létě roku 1820 společně s devíti Shelleyho básněmi, mezi kterými byly například Óda na západní vítr, Oblak, Skřivanu nebo Óda na svobodu.
Na hře pracoval Shelley až do své smrti a vytvořil do rukopisu svého díla mnoho oprav. Pro neshody  jeho pozůstalé manželky Mary a jeho otce byly tyto opravy (ale ne všechny) promítnuty až do vydání z roku 1829 v Paříži a pak až do kritického vydání z roku 1839, které Mary redigovala. Ačkoli má toto  vydání své odpůrce, na jeho verzi textu bylo založeno mnoho pozdějších vydání.
Ve své době byl Odpoutaný Prométheus přijat v Anglii s podezřením a nevolí. Jeho význam začal být doceňován především ve 2. polovině 20. století. Ale již roku 1900 zařadil William Butler Yeats dílo „mezi posvátné knihy světa“.

## Charakteristika dramatu

### Inspirace a prameny k dramatu
Inspirací pro Shelleyho byla trilogie o Prométheovi starověkého řeckého dramatika Aischyla z poloviny 5. století př. n. l., z níž se dodnes zachovala pouze jedna část Upoutaný Prométheus (Promētheús Desmṓtēs) a z ostatních dílů pouze zlomky. Ve vlastní předmluvě ke hře Shelley hájí uměleckou svobodu, se kterou pojal svou adaptaci Aischylova mýtu. Aischylův závěr trilogie předpokládal usmíření Prométhea s Diem jako cenu za Prométheovo odhalení, jaké nebezpečí hrozí Diovi ze spojení s mořskou nymfou Thetis (věštba, že její syn předčí svého otce). Takovéto zakončení hry přišlo Shelleymu velmi matné, protože podle jeho názoru může romantické pojetí vzpoury proti tyranovi vést pouze k jeho svržení nebo k prohře vzbouřence. Ve Shelleyho hře je proto Jupiter nejprve svržen a teprve pak dojde k Prométheově osvobození.
Značný vliv na vznik dramatu měla kromě dalších helenistických a křesťanských mýtů také Platónova filozofie (především dialog Symposion), filozofie novoplatoniků a antická kosmologie. Dílo rovněž nese stopy politických teorií pokrokového anglického politického filozofa Williama Godwina a jeho ženy Mary Wollstonecraftové. Umělecky na Shelleyho při jeho tvorbě působila zejména Byronova dramatická báseň Manfréd a Goethův první díl Fausta.

### Titanismus
Drama obsahuje Shelleyho představy o svobodném životě člověka a o konečném vítězství dobra nad zlem. Prométheus vzdoruje tyranovi, zosobněnému vládcem bohů Jupiterem a významně se zaslouží o jeho svržení. Tento hrdinský, osamělý a často i beznadějný vzdor osamělého jedince proti silnější vůli se nazývá titanismus.

### Satanský hrdina
Shelley přirovnává svého romantického hrdinu Prométhea k Miltonovu Satanovi ze Ztraceného ráje pro jejich společnou vzpouru proti bohu. Zároveň však vidí i rozdíly. Satanův charakter je špatný, protože jeho cíle nejsou humanistické. Ztrácí svůj hrdinský aspekt poté, co byl proměněn v hada, který touží pouze po pomstě a stává se nepřítelem lidstva. V předmluvě ke hře o tom Shelley píše: „Jediná fiktivní bytost, která se poněkud podobá Prometheovi, je Satan, ale Prometheus je po mém soudu básnivější charakter než Satan, protože ho lze při jeho smělosti, důstojnosti i pevném a trpělivém odporu proti všemocné síle podat bez poskvrny ctižádosti, závisti, pomstychtivosti a touhy po osobním vyvýšení, které u hrdiny Ztraceného ráje působí rušivě.“

### Politické názory
Odpoutaný Prométheus je také Shelleyho odpovědí na chyby Francouzské revoluce, která nahrazovala jednoho tyrana druhým. Shelley si přál ukázat, že může existovat revoluce, která by se tomu vyhnula, takže na konci hry se neobjevuje žádný vůdce prosazující svou moc, ale anarchistický ráj. Hra se z tohoto hlediska jeví jako revoluční text prosazující svobodnou vůli, dobro, naději a idealismus tváří v tvář útlaku a vyjadřuje Shelleyho principy jako revolucionáře s tím, že staré názory na dobro a zlo je třeba změnit, aby se přizpůsobily současné civilizaci.

## Obsah hry

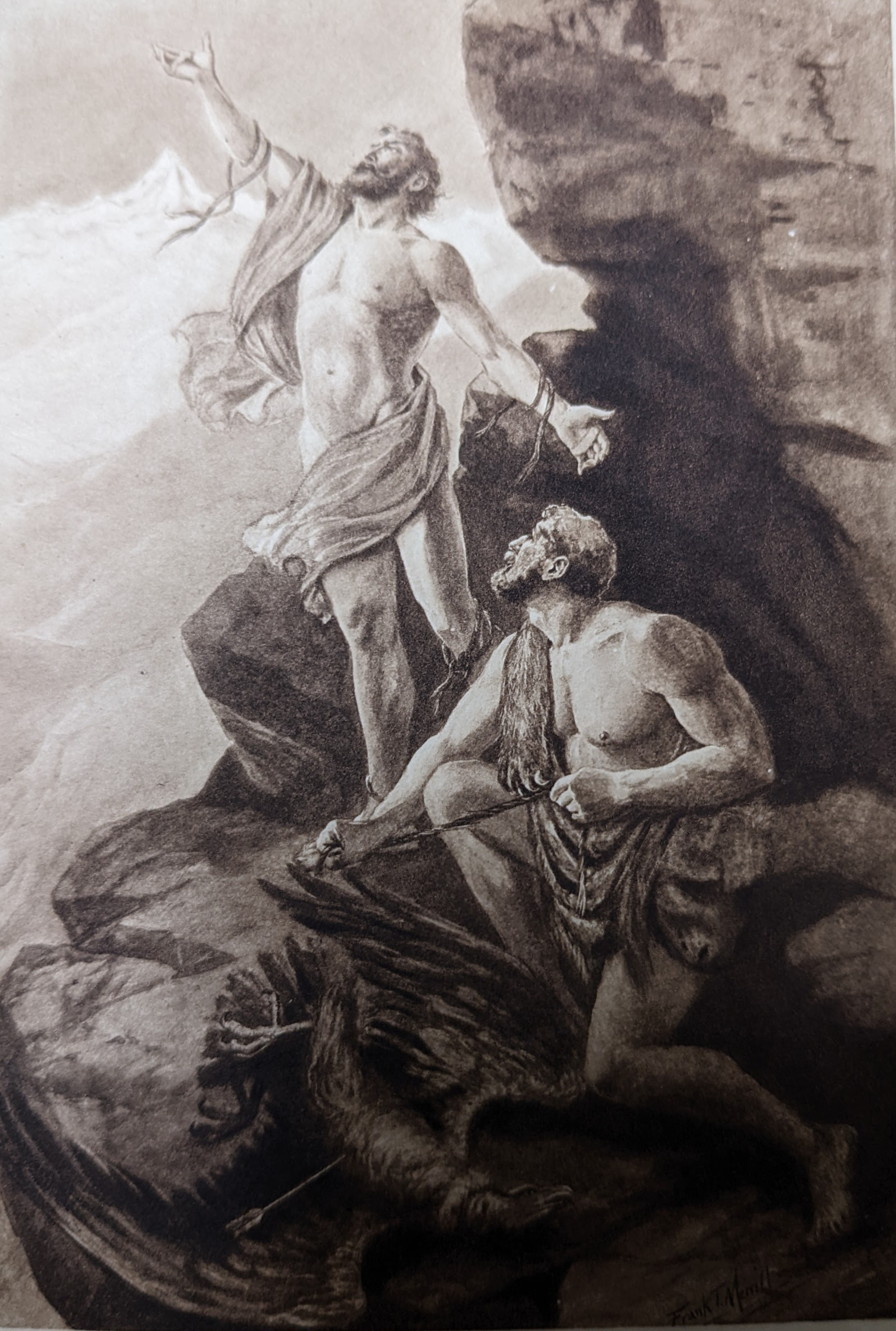
Herkules osvobozuje Prométhea, ilustrace Franka Thayera Merrilla z roku 1904

### První jednání
Hra začíná zobrazením připoutaného Titána Prométhea na kavkazském útesu. Každý den k němu přilétá nebeský okřídlený pes a požírá jeho srdce, které mu v noci opět doroste. K těmto věčným mukám jej odsoudil vládce bohů Jupiter za to, že dal lidem oheň, kulturu a vzdělanost. Jedinými utěšitelkami v trápení jsou mu matka všech trpících Země a Oceánidky Panthea a Iona, sestry Prométheovy lásky Asie. Prométheův odpor proti Jupiterovi spočívá v odmítnutí podrobit se jeho vůli a ve vyčkávání, až se naplní metafyzická Nutnost, která tyrana svrhne.
V Prométheových dialozích s démony, duchy a se Zemí jsou zdůrazněny útrapy lidí, které na ně uvalil Jupiter jako odplatu za Prométheovy činy. Přichází posel bohů Merkur vyslaný Jupiterem a vyzývá Prométhea, aby se Jupiterovi podrobil a sdělil mu smysl tajemné věštby o jeho osudu. Nabízí mu za to osvobození a přijmutí mezi bohy, ale Prométheus to odmítá. Jupiter dává najevo svůj hněv tím, že přes hory zaburácí hromy.
Merkur zmizí a zjevují se bohyně pomsty a kletby Fúrie v reji, jehož symbolika odkazuje na hrůzy zmařené Francouzské revoluce. Zmučený a zlomený Prométheus, ztrácející víru v možnost uskutečnění ideálů Dobra a Krásy, by se chtěl obrátit do světa stínů, ale ve vstupu mu brání jeho nesmrtelná podstata. Země přivolá sbor duchů. Ti opěvují Prométheovy tajné znalosti, které povedou ke konečnému vítězství nad zlem.

### Druhé jednání
Ooceánidka Asia, Prométheova milá, žije ve vyhnanství v jednom kavkazském údolí. Navštíví ji její sestra Panthea a vypráví jí, jak se jí a sestře Ioně změnil život od Prométheova uvěznění. Pak jsou obě vedeny hlasy ozvěn na vrch vulkánu a pak písní duchů do jeho hloubi, kde se v jeskyni setkají s tajemným  a silným božstvem Demogorgonem – bytostí bez podoby, která je ztělesněním slepé Nutnosti.
Sídlo oné síly
je temné, vrhá šeré paprsky,
tak tíživé jak slunce o polednách.
Bez tvarů, bez postavy, bez údů,
podoby, obrysů, však cítíme,
že ten duch žije.
Asia se Demogorgona zeptá, zda Jupiter, který chce všechny zotročit, má také nějakého pána, zda je také otrok a Demogorgon jí odpoví: „Je každý otrokem, kdo slouží zlu.“ Na otázku, kdy bude Prométheus osvobozen, jí ukáže přijíždějící Hodinu, jež má Jupitera svrhnout, a nastoupí na její vůz.

### Třetí jednání
Třetí jednání začíná v nebi. Jupiter zde sedí na svém trůnu obklopen ostatními božstvy. Promlouvá k nim a vyzývá je, aby se radovali z jeho všemohoucnosti.
Objeví se Demogorgon na voze Hodiny a na Jupiterovu otázku, kdo je, odpoví, že Věčnost. Prohlašuje se za jeho dítě, které je mocnější než on. Říká mu, že
musí s ním přebývat v tmách. Jupiter nakonec prosí o milost a tvrdí, že ani Prométheus by ho nenechal trpět. Když Demogorgon nereaguje, Jupiter prohlásí, že s ním bude bojovat, ale živly mu odmítnou pomoc. Jupiter tak zmizí v temném prázdnu.
Po Jupiterově pádu Herkules odpoutá Prométhea od skály. Asia se promění ve dvojjediné ztělesnění Přírody a Lásky a odchází s Prométheem do  jeskyně, kterou jim ukázala Země a jejímž prostřednictvím budou ve styku se světem lidí. Přichází Hodina a vypráví o převratných změnách a pokroku uvnitř lidstva: trůny jsou opuštěny a muži se k sobě chovají jako k sobě rovným a s láskou. Lidé se již nebojí tyrana Jupitera a sami nejednají jako tyran.
Člověk je svoboden, neomezen, bez vládců,
bez národností, nerovností, tříd,
bez bohoslužeb, hrůzy, titulů,
svůj vlastní král a moudrý, spravedlivý.
Bez vášní? Ne, však bez viny a muk.

### Čtvrté jednání
Čtvrté jednání bylo ke hře připojeno až po osmi měsících od vzniku prvých tří dějství a je jakousi hymnickou oslavou vítězství spravedlnosti. Ta vyvrcholí Demogorgonovým proslovem, v němž je za původce pádu tyranie označen Prométheus, symbol rozumu a tvůrčí síly.
Snášet žal, i když zoufá naděje,
odpouštět bezpráví, ač kruté je,
vzdorovat moci, i když zdrtit chce.
Milovat, trpět, nežli z rozvalin
naděje stvoří nový velký čin,
zůstat svůj, nekát se a nechvět se.
Titáne, ke tvé slávě být jak ty,
svobodný, dobrý, krásný, radostný,
v tom je moc, život, štěstí, vítězství.

## Česká vydání
- Odpoutaný Prometheus, Praha: Jan Otto 1900, přeložil Jaroslav Vrchlický.
- Odpoutaný Prometheus, Praha: Zápotočný a spol. 1938, přeložil Josef Julius David.
- Odpoutaný Prométheus, Praha: Mladá fronta 1962, přeložil Jiří Valja.
- Odpoutaný Prometheus, Praha: Městská knihovna v Praze 2018, přeložil Jiří Valja, e-kniha.